# Koprivnica
Koprivnica (ˈkɔpriʋnitsa, in tedesco Kopreinitz, in ungherese Kapronca) è una città della Croazia situata al confine con l'Ungheria e sulle rive del fiume Drava.
Capitale storica della regione della Podravina attualmente è capoluogo della regione di Koprivnica e Križevci.

## Sport
Il NK Slaven Belupo Koprivnica è il principale club calcistico cittadino, che milita nella PRVA NHL, il massimo campionato croato.